# Hulleken
Hulleken is een gehucht en straat in de Belgische gemeente Evergem. Hulleken ligt tussen Evergem en Sleidinge.

## Geschiedenis
Het gehucht staat op de Ferrariskaart uit de jaren 1770 aangeduid als Het Hulleken, met daar rond gehucht als Meerbeke en Afschaut.
Tegenwoordig is het gehucht door verlinting en verkavelingen vergroeid met Sleidinge.

## Verkeer
De wijk wordt doorkruist door spoorlijn 58 (Gent-Eeklo). De dichtstbijzijnde stations zijn deze van  Evergem en van Sleidinge. In het Hulleken zelf is er nooit een stopplaats geweest.

## Kermis
De kermis in het Hulleken gaat door midden de maand augustus.
Deelgemeenten: Ertvelde · Evergem · Kluizen · Sleidinge

Overige dorpen: Belzele · Doornzele · Kerkbrugge-Langerbrugge · Rieme · Wippelgem

Wijken en gehuchten: Daasdonk · Hoeksken · Hulleken · Kerkbrugge · Langerbrugge · Meerbeke · Molenhoek · Oostmoer · Singel · Tervenen · Weegse · Zandeken

Belgische gemeenten · Arrondissement Gent · Oost-Vlaanderen · Vlaanderen